# Iko Uwais
Uwais Qorny (pronounciat [uˈwaɪh ˈkorni]; Jakarta, 12 de febrer de 1983), més conegut professionalment com Iko Uwais, és un actor d'arts marcials, doble i coreògraf indonesi. És conegut sobretot per actuar a les pel·lícules d'acció Merantau (2009), The Raid (2011), The Raid 2 (2014), Headshot (2016), Mile 22 (2018), The Night Comes for Us (2018), Stuber (2019) i a la sèrie de Netflix Wu Assassins (2019).

## Trajectòria
Uwais va néixer a Jakarta i és fill de Maisyaroh i Mustapha Kamaluddin. El seu avi, H. Achmad Bunawar, era mestre de silat, una art marcial de Nusantara, i va fundar-ne una escola. Duu el nom del místic sufí Owais al-Qarani del segle VII.
El 2007 Uwais va ser descobert pel director Gareth Evans, que estava filmant un documental sobre silat. El carisma natural d'Uwais i la seva presència davant de la càmera van esperonar Evans a escollir-lo per al paper principal de la seva primera pel·lícula d'arts marcials, Merantau. Després de signar un contracte de cinc anys amb Gareth Evans i la seva empresa de producció, Uwais va renunciar a la seva feina a Esia, una empresa de telecomunicacions d'Indonèsia.
En la seva primera experiència d'actuació a Merantau, Uwais va interpretar el paper d'un jove minang que el va portar a aprendre l'estil minang de silat harimau («estil tigre») del mestre Edwel Datuk Rajo Gampo Alam. Merantau va estrenar-se a Indonèsia el 6 d'agost de 2009. La pel·lícula es va presentar al Festival Internacional de Cinema Fantàstic de Puchon a Corea del Sud i al Fantastic Fest d'Austin, amb crítiques favorables, a més va guanyar el premi a la millor pel·lícula a l'ActionFest 2010 d'Asheville.
La segona col·laboració d'Uwais amb Gareth Evans va ser a The Raid, que va començar a rodar-se a mitjans de març de 2011 i es va estrenar a mitjans de 2012. La pel·lícula ha estat aclamada per la crítica i el públic de diversos festivals com una de les millors pel·lícules d'arts marcials de la dècada.
El 25 de juny de 2012, Uwais es va casar amb la cantant Audy Item a l'Hotel Gran Mahakam de Jakarta. La parella té dues filles, Atreya Syahla Putri Uwais i Aneska Layla Putri Uwais.
Uwais va col·laborar en una tercera pel·lícula amb Evans, The Raid 2. També va aparèixer breument a Star Wars episodi VII: El despertar de la força (2015), al costat del coprotagonista de The Raid 2, Yayan Ruhian. El 2016, va aparèixer a la pel·lícula d'arts marcials Headshot, que va rebre crítiques en conjunt positives.
El 2017 va filmar la coproducció internacional d'arts marcials Triple Threat, juntament amb Tony Jaa, Michael Jai White, Tiger Chen i Scott Adkins, que es va estrenar a principis del 2019. El 2018 Uwais va protagonitzar les pel·lícules Mile 22 i The Night Comes for Us. El mateix any es va anunciar que Uwais va ser elegit per al paper principal de Kai Jin a la sèrie de Netflix, Wu Assassins, que es va estrenar el 8 d'agost de 2019. Uwais va repetir el seu paper a la seqüela, Fistful of Vengeance (2022).
El 2019, Uwais va protagonitzar la pel·lícula de comèdia d'acció Stuber al costat de Kumail Nanjiani i Dave Bautista. Uwais va interpretar Hard Master a Snake Eyes, un spin-off de la franquícia de pel·lícules G.I. Joe, que es va estrenar el 23 de juliol de 2021. També ha protagonitzat el thriller d'acció, Chinatown Express.